# Phillip Gaimon
Phillip Gaimon (Columbus, 28 januari 1986) is een Amerikaans voormalig wielrenner. Tijdens zijn carrière reed hij voor onder meer Garmin-Sharp en Cannondale-Drapac.
Na vijf jaar bij verschillende Amerikaanse continentale ploegen tekende Gaimon in 2014 een contract bij World Tour-ploeg Garmin Sharp. Zijn belangrijkste resultaten als prof zijn winst in de eerste rit van de Ronde van San Luis 2014 en een tweede plaats in het eindklassement van diezelfde koers.

## Overwinningen
2009
2e etappe San Dimas Stage Race
2012
1e etappe San Dimas Stage Race
Proloog Redlands Bicycle Classic
Eindklassement Redlands Bicycle Classic
2013
1e etappe San Dimas Stage Race
1e etappe Cascade Cycling Classic
2014
1e etappe Ronde van San Luis
2015
3e etappe Redlands Bicycle Classic
Eindklassement Redlands Bicycle Classic

## Resultaten in voornaamste wedstrijden
| Jaar | Ronde van Italië | Ronde van Frankrijk | Ronde van Spanje |
| ---- | ---------------- | ------------------- | ---------------- |
| 2016 |                  |                     |                  |

| Jaar | Parijs-Roubaix |
| ---- | -------------- |
| 2016 | opgave         |

## Ploegen
- 2006 –  VMG Racing (vanaf 20-10)
- 2009 –  Jelly Belly Cycling Team
- 2010 –  Kenda presented by Gear Grinder
- 2011 –  Kenda-5-Hour Energy Cycling Team
- 2012 –  Kenda-5-Hour Energy Cycling Team
- 2013 –  Bissell Cycling
- 2014 –  Garmin Sharp
- 2015 –  Optum p/b Kelly Benefit Strategies
- 2016 –  Cannondale-Drapac Pro Cycling Team[1]

Acevedo · van Baarle · Bauer · Brown · Cardoso · Danielson · Dekker · Dennis · Fairly · Farrar · Fernández · Gaimon · Haas · Hansen · Hesjedal · Howes · King · Kreder · Langeveld · Martin · Millar · Morton · Navardauskas · Nuyens · Slagter · Talansky · Vansummeren · Von Hoff · Wegmann · Girdlestone (stagiair) · Mannion (stagiair)
van Baarle · Bauer · Bettiol · Bevin · Breschel · Brown · Cardoso · Clarke · Craddock · Dombrowski · Formolo · Gaimon · Howes · King · Koren · Langeveld · Marangoni · Moser · Mullen · Navardauskas · Rolland · Skjerping · Skujiņš · Slagter · Talansky · Urán · Villella · Wippert · Woods · Zepuntke · Dibben (stagiair)
- Gemeinsame Normdatei: 1162581611
- Virtual International Authority File: 4826153184551127100004
- WorldCat: E39PBJwdbBBFcRxfFDqHRc8pyd